# Red River of the North
Der Red River of the North (französisch Rivière Rouge) ist ein nordamerikanischer Fluss mit einer Länge von 877 km (einschließlich des Nebenflusses Sheyenne River). In Kanada wird der Fluss Red River genannt; der lange Name Red River of the North wird hauptsächlich in den Vereinigten Staaten verwendet, um ihn vom Red River (auch Red River of the South) zu unterscheiden, einem Nebenfluss des Mississippi.

## Geografie
Nach heutigem Verständnis entsteht der Red River aus dem Zusammenfluss von Otter Tail River und Bois de Sioux River in den Zwillingsstädten Wahpeton (North Dakota) und Breckenridge (Minnesota). Der Fluss fließt nordwärts und bildet dabei einen großen Teil der Grenze der US-Bundesstaaten Minnesota und North Dakota. Er durchfließt die Zwillingsstädte Fargo (North Dakota) und Moorhead (Minnesota) sowie Grand Forks (North Dakota) und East Grand Forks (Minnesota). Nördlich der Einmündung des Pembina River bei Pembina erreicht der Fluss den 49. Breitengrad und damit die Grenze zwischen Kanada und den Vereinigten Staaten. In der kanadischen Provinz Manitoba erhält er zunächst Zulauf aus dem Roseau River. Mit dem Assiniboine River, seinem größten Nebenfluss, vereint sich der Red River in Winnipeg. Der Mündungsort im Stadtzentrum Winnipegs wird als The Forks bezeichnet und wurde am 18. Mai 1974 zur National Historic Site of Canada erklärt. Nördlich von Selkirk mündet der Red River in den Winnipegsee. Das Mündungsdelta wird Netley-Libau Marsh genannt.
Der Lauf des Red River ist stark mäandrierend, mit zahlreichen Altarmen und Altwässern. Das flache Tal des Flusses (Red River Valley) ist der Grund des früheren eiszeitlichen Agassizsees. Der dort abgelagerten Schluff macht das Tal zu einer der fruchtbarsten Regionen Nordamerikas.
Das Einzugsgebiet des Flusses umfasst insgesamt 288.000 km², die durchschnittliche Durchflussmenge beträgt 236 m³/s. Der Fluss ist im Mittellauf und Unterlauf schiffbar. Etwa 628 km des Flusses verlaufen in den Vereinigten Staaten, rund 249 km entfallen auf Kanada. In Kanada ist der Fluss als Canadian Heritage River eingestuft.

## Siedlungsgeschichte
Der Flusslauf gehörte ursprünglich zum Ruperts Land und war ein Schlüssel bei der frühen Besiedlung Kanadas und ein wichtiges Zentrum für den Pelzhandel in Nordamerika und die Métis. Die Red-River-Kolonie entwickelte sich dann zur heutigen Provinzhauptstadt Winnipeg, wo der Assiniboine River in den Red River einmündet. Der Red River war Namensgeber für die Red River Trails, einem ehemaligen wichtigen Handelsweg zwischen der Red-River-Kolonie und den Vereinigten Staaten.

## Überschwemmungen
Der Fluss führt zur Zeit der Schneeschmelze jedes Jahr Hochwasser. Seit der Ankunft der europäischen Siedler sind hauptsächlich drei schwere Flutkatastrophen bekannt, die sich 1826, 1950 und 1997 ereigneten. Andere Jahre, in denen die Anlieger des Red River von schweren Überschwemmungen geplagt waren, sind 1826 und 2006, aber es gibt weitere schwere Fluten ähnlichen und größeren Umfangs im Einzugsgebiet des Flusses, die Auswirkungen auf die Landform hatten. Solche historischen Überschwemmungen waren Gegenstand von wissenschaftlichen Untersuchungen.
Am 8. Mai 1950 erreichte der Red River während der Red-River-Flut 1950 seinen höchsten Stand seit 1861. Acht Deiche, die Winnipeg schützen sollten, gaben nach und ein Großteil der Stadt wurde überflutet. Über 230 km² Farmland verwandelten sich in einen ausgedehnten See. Die Streitkräfte Kanadas und das Rote Kreuz halfen bei der Evakuierung von nahezu 70.000 Bewohnern. Vier der elf Brücken in der Stadt wurden zerstört und die Schäden wurden damals auf 600 bis 1000 Millionen Kanadische Dollar geschätzt.
Als Reaktion auf diese Fluten wurde ein Projekt zum Hochwasserschutz in Angriff genommen, um eine ähnliche Katastrophe in der Zukunft zu vermeiden. Der Red River Floodway war zunächst Grund für einige Streitigkeiten, da er überdimensioniert erschien. Dieser Kanal zur Ableitung von Flutwasser war damals das größte Erdbewegungsprojekt weltweit. In den 37 Jahren von seiner Fertigstellung 1969 und dem Jahre 2006 wurde etwa zwanzigmal ein Teil des Hochwassers des Red Rivers durch den Red River Floodway abgeleitet. Es wird geschätzt, dass in diesem Zeitraum etwa 10 Milliarden Kanadische Dollar an Flutschäden verhindert wurden.
Die schwere Red-River-Flut im April 1997 führte zu umfangreichen Evakuierungen, nach manchen Angaben waren es zu der Zeit die umfangreichsten Evakuierungen in den Vereinigten Staaten seit dem Brand von Atlanta im Sezessionskrieg und nur die Schäden in der Stadt Grand Forks betrugen mehr als zwei Milliarden US-Dollar. In Winnipeg hat der Red River Floodway einen Großteil der Fluten von der Stadt abgehalten; die Schäden dort erreichten aber trotzdem die Marke von 500 Millionen Kanadischen Dollar.
Im Frühjahr 2009 kam es erneut zu einem ausgeprägten Hochwasserereignis: Am 27. März 2009 erreichte der Wasserspiegel des Red River als Folge von Starkniederschlägen und Schneeschmelze in Fargo den höchsten Stand seit 1897.